# 格利普霍姆堡之獅
格利普霍姆堡之獅（瑞典語：Lejonet på Gripsholms slott），又稱作腓特烈一世之獅（Fredrik I’s lion），為瑞典格利普霍姆堡博物館所收藏的面部嚴重失真之不良剝製標本。

瑞典國徽上常見的徽章獅子

該標本前身為1731年由阿爾及爾貝伊向瑞典國王腓特烈一世所贈送的一頭獅子，作為瑞典提供金錢以換取瑞典船艦免受巴巴里海盜侵擾的贈禮，同時該獅子為斯堪的納維亞半島最早的獅子個體之一。該獅子生前曾收容在今斯德哥爾摩動物園島六月坡附近的獸籠中，後則轉贈予薩克森選帝侯，並在死後製作為剝製標本收藏。然剝制標本製作師及博物館管理人並未親眼見過存活的獅子個體以及相關圖像及文字紀載，而只能通過歐洲紋章上的獅子樣式進行揣摩，進而導致該獅子剝制標本成品除了面部存在嚴重失真，同時更有多處解剖學上的缺失。

## 當代影響
21世紀，格利普霍姆堡之獅其滑稽的樣貌在互聯網的催化下頓時成為網路迷因而受人揶揄，更有人為此創建Facebook帳號來展示相關哏圖。瑞典格利普霍姆堡博物館方則表示受到互聯網影響，民眾對格利普霍姆堡之獅的興趣有上升趨勢，甚至吸引許多外國遊客特地來此參觀，外國媒體來此採訪及報導的情況也屢見不鮮。